# قطعنامه ۱۶۹۹ شورای امنیت
قطعنامه ۱۶۹۹ شورای امنیت سازمان ملل متحد که در تاریخ ۰۸ اوت ۲۰۰۶ تصویب شد، سندی بین‌المللی دربارهٔ مسائل عمومی مربوط به تحریم است. این قطعنامه طی نشست ۵۵۰۱ام با ۱۵ رای موافق، ۰ مخالف و ۰ ممتنع تصویب شد.